# Iryna Herasjtjenko
Iryna Herasjtjenko, född 10 mars 1995, är en ukrainsk friidrottare som tävlar i höjdhopp.

## Karriär
Iryna Herasjtjenko tog silver i höjdhopp vid inomhuseuropamästerskapen i friidrott 2021. Vid olympiska sommarspelen 2020 placerade hon sig på en fjärdeplats i samma gren. Vid OS 2024 delade hon tredjeplatsen med Eleanor Patterson.